# Christian Ludvig Madsen
Christian Ludvig Madsen (17. oktober 1827 i København – 18. januar 1899) var en dansk ingeniør.
Madsen var født i København 17. oktober 1827 som søn af Niels Madsen (d. 1837) og Nicoline f. Krogh (d. 1878), begge stammende fra Grenaaegnen. Efter at være blevet konfirmeret blev han optaget på Artillerielevskolen, blev underofficer i 1844 og var i 1845-48 i Sverige til assistance for de derværende danske kontrolofficerer. I 1856 udtrådte han af artilleriet og blev ansat ved Statstelegrafen, i hvis tjeneste han i de følgende år gentagne gange blev sendt til udlandet, navnlig til England. I 1868 blev han udnævnt til overkrigskommissær. I 1869 indtrådte han i Det Store Nordiske Telegrafselskab og var indtil 1. januar 1883 knyttet til dette i forskellige egenskaber som forretningsfører, kontrollerende og ledende ingeniør og til sidst som teknisk konsulent. I årene indtil 1872 virkede han ved kabelanlæggene i og uden for Europa, bl.a. i Østasien. I 1882 blev han administrerende direktør for Kjøbenhavns Telefonselskab, hvilken stilling han måtte fratræde 1890.
Madsen, der lige fra sin første ungdom med stor flid udviklede sine kundskaber ved selvstudium, udfoldede en betydelig virksomhed som forfatter. I blade, tidsskrifter og som selvstændige arbejder har han efterhaanden offentliggjort en lang række afhandlinger om forskellige emner, af hvilke kan fremhæves hans interessante undersøgelser om telegrafens forbindelse med og betydning for landenes økonomiske samliv samt i de senere år hans studier over termogeografien.
Han blev gift 26. maj 1865 med Dorthea Frederikke Faber (f. 22. februar 1842), datter af smedemester, kaptajn Faber. Madsen døde 18. januar 1899.